# Philorus alpinus
Philorus alpinus är en tvåvingeart som beskrevs av Kitakami 1931. Philorus alpinus ingår i släktet Philorus och familjen Blephariceridae. Inga underarter finns listade i Catalogue of Life.